# Acacia aspera
Acacia aspera är en ärtväxtart som beskrevs av John Lindley. Acacia aspera ingår i släktet akacior, och familjen ärtväxter. Inga underarter finns listade i Catalogue of Life.